# George Neville Jones
George Neville Jones  (1903-1970) fue un botánico, pteridólogo, briólogo, profesor y curador estadounidense de ascendencia inglesa.
Trabajó extensamente en el Departamento de Botánica de la Universidad de Illinois.

## Algunas publicaciones
- 1930. The moss flora of southeastern Washington and adjacent Idaho. State College of Washington 1 ( 3-4): 115-192

## Tesis
- 1932, para optar a la maestría: A monograph of the North American grimmiales. Washington State University. Bibliografía: hojas 152-154

## Libros
- Jones, GN. 1936. A botanical survey of the Olympic Peninsula, Washington. Ed. Seattle, University of Washington. 286 pp. 9 planchas, mapa
- Jones, GN. 1936. The flowering plants and ferns of Mount Rainier. Ed. Seattle, Wash., University of Washington. 192 pp. 9 pl.
- Jones, GN. 1945. Flora of Illinois : containing keys for the identification of the flowering plants and ferns. Ed. Notre Dame, Ind. : The University Press. 317 pp. : il. (2 mapas)
- Jones, GN. 1946. American species of Amelanchier. With 14 maps and 23 plates. Ed. Urbana, The University of Illinois Press. 126 pp. incl. ilus. (mapas) XXIII pl.
- ----; GD Fuller, GS Winterringer, et al. 1955. Vascular plants of Illinois. Ed. Urbana, University of Illinois Press. 593 pp.

- ----. 1964. Taxonomy of American species of linden (Tilia). Ed. Urbana, University of Illinois Press. 156 pp.
- ----. 1966. An annotated bibliography of Mexican ferns. Ed. Urbana, University of Illinois Press. xxxiii + 297 pp.

- La abreviatura «G.N.Jones» se emplea para indicar a George Neville Jones como autoridad en la descripción y clasificación científica de los vegetales.[1]